# Macaranga triloba
Macaranga triloba là một loài thực vật có hoa trong họ Đại kích. Loài này được (Thunb.) Müll.Arg. mô tả khoa học đầu tiên năm 1866.